# Seventeen (álbum de Iris)
Seventeen é o álbum de estúdio de estréia da cantora belga Iris. Foi lançado na Bélgica, em 26 de abril de 2012. O álbum chegou ao número 30 na Bélgica. O álbum inclui os singles "Wonderful" e "Would You?".

## Faixas
| #  | Título              | Duração |
| -- | ------------------- | ------- |
| 1  | Safety Net          | 2:59    |
| 2  | I Know              | 2:56    |
| 3  | Gone (feat. Dean)   | 3:38    |
| 4  | 17                  | 3:09    |
| 5  | 24/7                | 3:34    |
| 6  | My Lucky Day        | 3:01    |
| 7  | Girlfriend          | 2:50    |
| 8  | Welcome to My World | 3:23    |
| 9  | Fly Away            | 3:38    |
| 10 | Wonderful           | 3:03    |
| 11 | Would You?          | 2:59    |

## Desempenho nas paradas musicais
| Chart (2012)                    | Melhor posição |
| ------------------------------- | -------------- |
| Belgian Albums Chart (Flanders) | 30             |